# Patrick Gérard
Patrick Gérard (Dijon, 23 de julho de 1961) é um matemático francês, que trabalha com equações diferenciais parciais. É professor da Universidade Paris-Sul.
Gérard estudou de 1981 a 1985 na Escola Normal Superior de Paris, obtendo um doutorado em 1985 na Universidade Paris-Sul, orientado por Serge Alinhac, com a tese Distributions conormales analytiques et EDP non linéaires, com habilitação em 1991. A partir de 1985 foi professor assistente na Escola Normal Superior de Paris, sendo em 1991 professor da Universidade Paris-Sul.
Esteve em 1995 no Instituto de Estudos Avançados de Princeton.
Recebeu o Prix Servant de 1998.
Foi palestrante convidado do Congresso Internacional de Matemáticos em Madrid (2006: Nonlinear Schrödinger equations in inhomogeneous media: wellposedness and illposedness of the Cauchy problem).
Foi membro do Bourbaki.

## Obras
- com Serge Alinhac: Pseudo-differential Operators and the Nash-Moser Theorem (= Graduate Studies in Mathematics. Volume 82). American Mathematical Society, Providence RI 2007, ISBN 978-0-8218-3454-1.